# Alcaidón
Alcaidón, Alcaidón de la Vega o Alquidón es una localidad del municipio leonés de Soto de la Vega, en la Comunidad Autónoma de Castilla y León. El pueblo se encuentra entre la Acequia de la Comunidad y el río Órbigo. Se accede a la localidad a través de una carretera local que conecta con Soto de la Vega y a través de otra que conecta con la carretera LE-420.

## Localidades limítrofes
Confina con las siguientes localidades:
- Al norte con Vecilla de la Vega.
- Al noreste con Valdesandinas.
- Al sur con Soto de la Vega.
- Al oeste con Huerga de Garaballes.

## Demografía
Evolución de la población
| Gráfica de evolución demográfica de Alcaidón entre 2000 y 2017     |
|                                                                    |
| Población de derecho (2000-2017) según el padrón municipal del INE |

## Historia
Así se describe a Alcaidón (Alcaydón) en el tomo I del Diccionario geográfico-estadístico-histórico de España y sus posesiones de Ultramar, obra impulsada por Pascual Madoz a mediados del siglo XIX:

Barrio en la provincia de León, partido judicial de La Bañeza, perteneciente al ayuntamiento y pueblo de Soto de la Vega (V.).
Diccionario geográfico-estadístico-histórico de España y sus posesiones de Ultramar